# Нюхольм, Эльза
Эльза Сесилия Нюхольм (швед. Elsa Cecilia Nyholm; 1911 — 2002) — шведский учёный-ботаник, бриолог, исследователь в Университете Лунда и Шведском музее естествознания.

## Биография
Эльза Нюхольм родилась на ферме в сельской местности ланскапа Сконе, на юге Швеции. Несмотря на большой интерес к изучению природы, ей не позволяли посещать гимназию. Вместо этого она пошла в школу домохозяйства и ремесёл, а свой интерес к природе развивала частно. 
В 1932 году она заняла должность ассистента в ботаническом музее Лундского университета. Там она специализировалась на бриологии и изучала флору мхов Северной Европы. Несмотря на отсутствие формального ученой степени, она нашла поддержку в Шведском музее естествознания в Стокгольме и в период 1954—1964 годов получила гранты на выполнение исследований. С 1964 года до выхода на пенсию она была главным куратором гербария мхов в Шведском музее естествознания.
Эльза Нюхольм олубликувала результаты исследований мхов в двух книгах: «Illustrated Moss Flora of Fennoscandia» и «Illustrated Flora of Nordic Mosses». Долгое время она сотрудничала с британским бріологом Аланом Крандвеллом.
Род бриофитов Nyholmiella (Orthotrichaceae) назван в её честь.

## Работы
- A study on Campylium hispidulum and related species. Transactions of the British Bryological Society 4 (1962): 194–200. Crundwell AC, Nyholm E.
- A revision of Weissia, subgenus Astomum. I. The European species. Journal of Bryology 7 (1972): 7–19. Crundwell AC, Nyholm E.
- Illustrated Moss Flora of Fennoscandia. II. Musci. Fasc. 1 (1954)
- Illustrated Moss Flora of Fennoscandia. II. Musci. Fasc. 2 (1956)
- Illustrated Moss Flora of Fennoscandia. II. Musci. Fasc. 3 (1958)
- Illustrated Moss Flora of Fennoscandia. II. Musci. Fasc. 4 (1960)
- Illustrated Moss Flora of Fennoscandia. II. Musci. Fasc. 5 (1965)
- Illustrated Moss Flora of Fennoscandia. II. Musci. Fasc. 6 (1969)
- Studies in the genus Atrichum P. Beauv. A short survey of the genus and the species. Lindbergia 1 (1971): 1–33.
- Illustrated Flora of Nordic Mosses. Fasc. I. Fissidentaceae–Seligeriaceae (1987)
- Illustrated Flora of Nordic Mosses. Fasc. 2. Pottiaceae–Sphlachnaceae–Schistostegaceae (1991)
- Illustrated Flora of Nordic Mosses. Fasc. 3. Bryaceae–Rhodobryaceae–Mniaceae–Cinclidiaceae–Plagiomniaceae (1993)
- Illustrated Flora of Nordic Mosses. Fasc. 4. Aulacomniaceae–Meesiaceae–Catoscopiaceae–Bartramiaceae–Timmiaceae–Encalyptaceae–Grimmiaceae–Ptychomitriaceae–Hedwigiaceae–Ortotrichaceae (1998)